# Zygothrica aliunota
Zygothrica aliunota är en tvåvingeart som beskrevs av David Grimaldi 1990. Zygothrica aliunota ingår i släktet Zygothrica och familjen daggflugor. Inga underarter finns listade i Catalogue of Life.